# Wiesbaden-Klarenthal
Klarenthal ist ein Ortsbezirk der hessischen Landeshauptstadt Wiesbaden.
Der Name geht auf das nahe gelegene ehemalige Kloster Klarenthal zurück, von dem noch einige Gebäude erhalten sind.
Die Siedlung im Stil einer „Trabanten-“ bzw. Satellitenstadt wurde Anfang der 1960er Jahre an den Hängen des Taunus und mit Blick auf die Wiesbadener Innenstadt auf der grünen Wiese nach dem Plan von Ernst May durch die Nassauische Heimstätte errichtet. Überwiegend besteht sie aus großen Mehrfamilienhäusern und Wohnhochhäusern, welche mit viel Grün umgeben sind. Daneben finden sich auch viele Reihenhäuser. Der erste Spatenstich fand am 11. September 1964 statt, im Februar 1966 wurden die ersten Wohnungen bezogen. Heute leben hier ca. 10.400 Einwohner.
In Klarenthal sind einige soziale Brennpunkte bekannt, in den vergangenen sechs Jahren wurden gerade in Klarenthal-Nord (4.500 Einwohner) allerdings umfangreiche soziale Projekte gestartet, um soziale Risiken abzumildern. Modellhaft für Wiesbaden und das Rhein-Main-Gebiet sind ein Concierge-Dienst im Hochhausquartier, ein eigenes Stadtteilfernsehen und mehrere Stadtteiltreffs für Senioren. Ehrenamtliches Engagement trägt hier einen großen Teil der sozialen Aufgabenstellungen.
In Wiesbaden-Klarenthal befindet sich das Bundesleistungszentrum (BLZ) für den Schießsport.

## Sehenswürdigkeiten
- Kloster Klarenthal
- Tier- und Pflanzenpark Fasanerie mit Jagdschloss Fasanerie

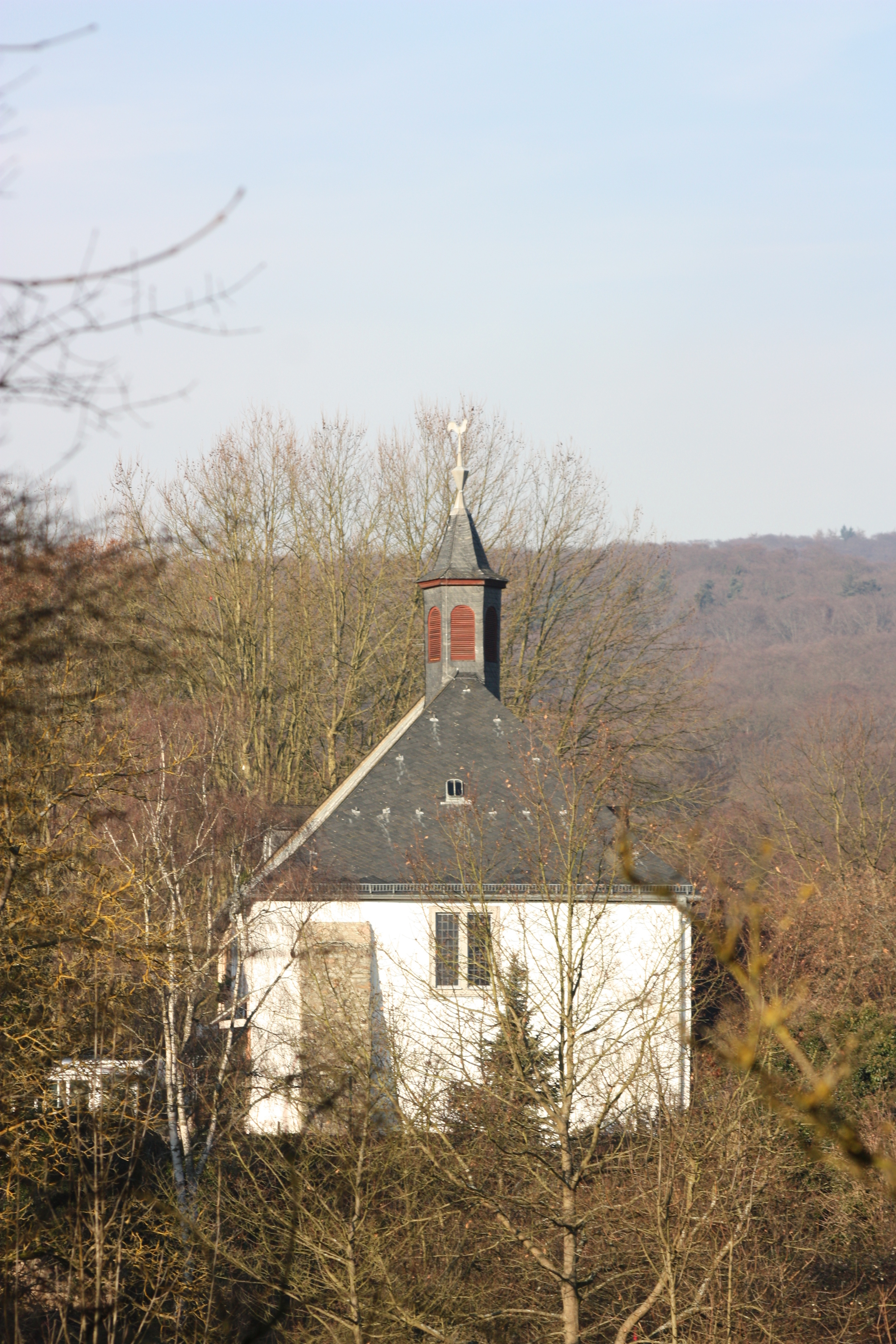
Kloster Klarenthal
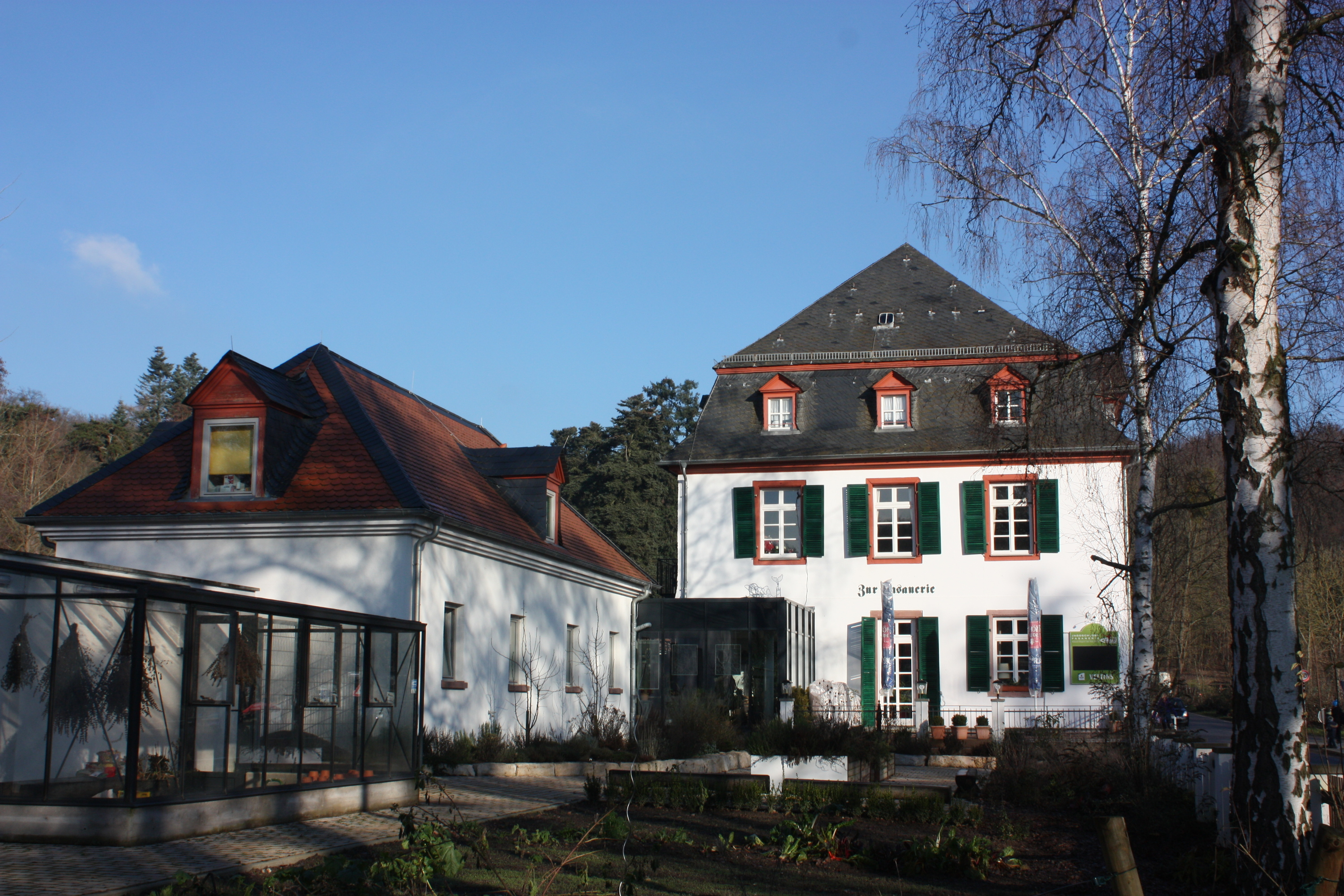
Jagdschloss an der Fasanerie
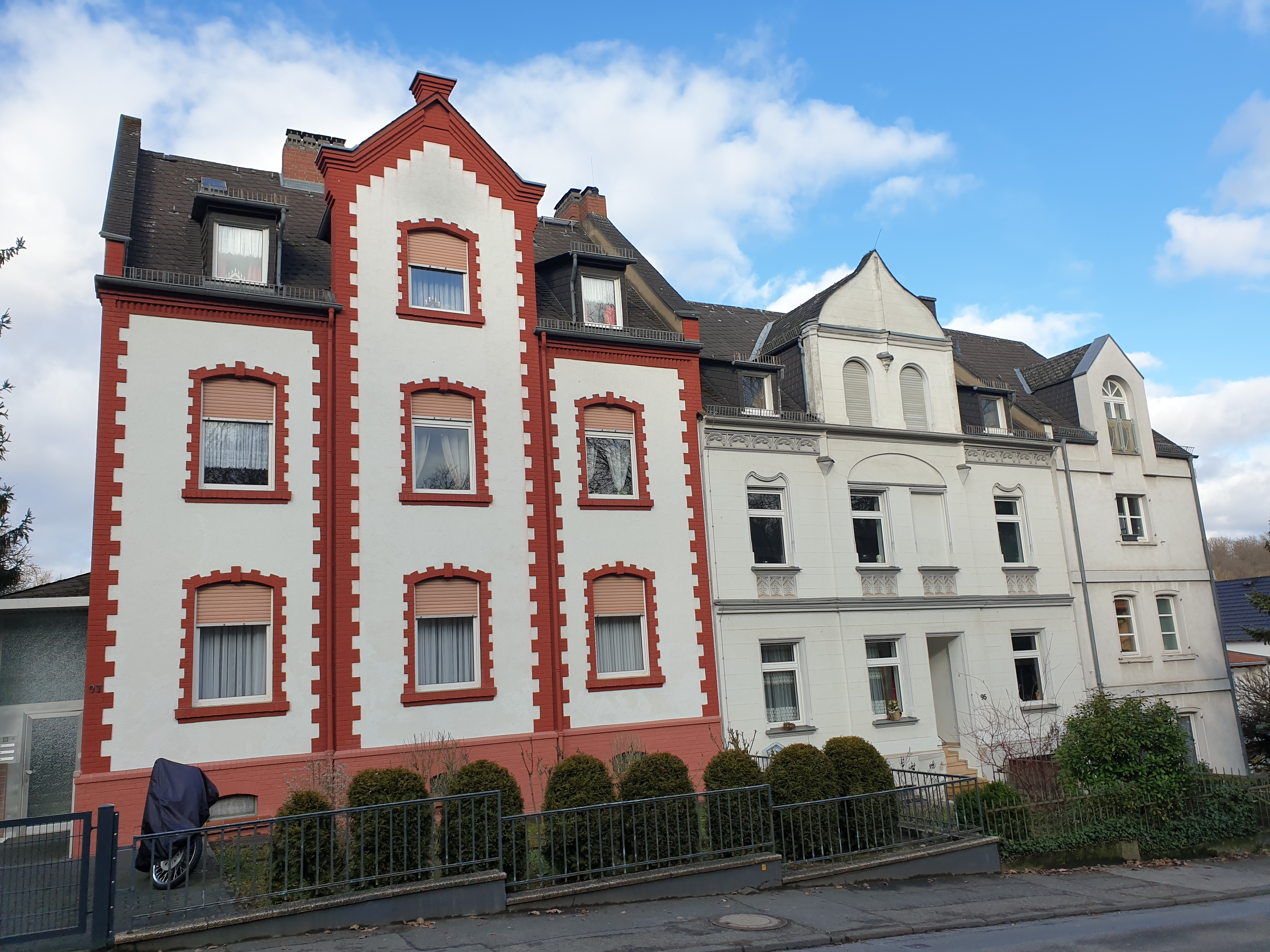
Lahnstraße in Alt-Klarenthal
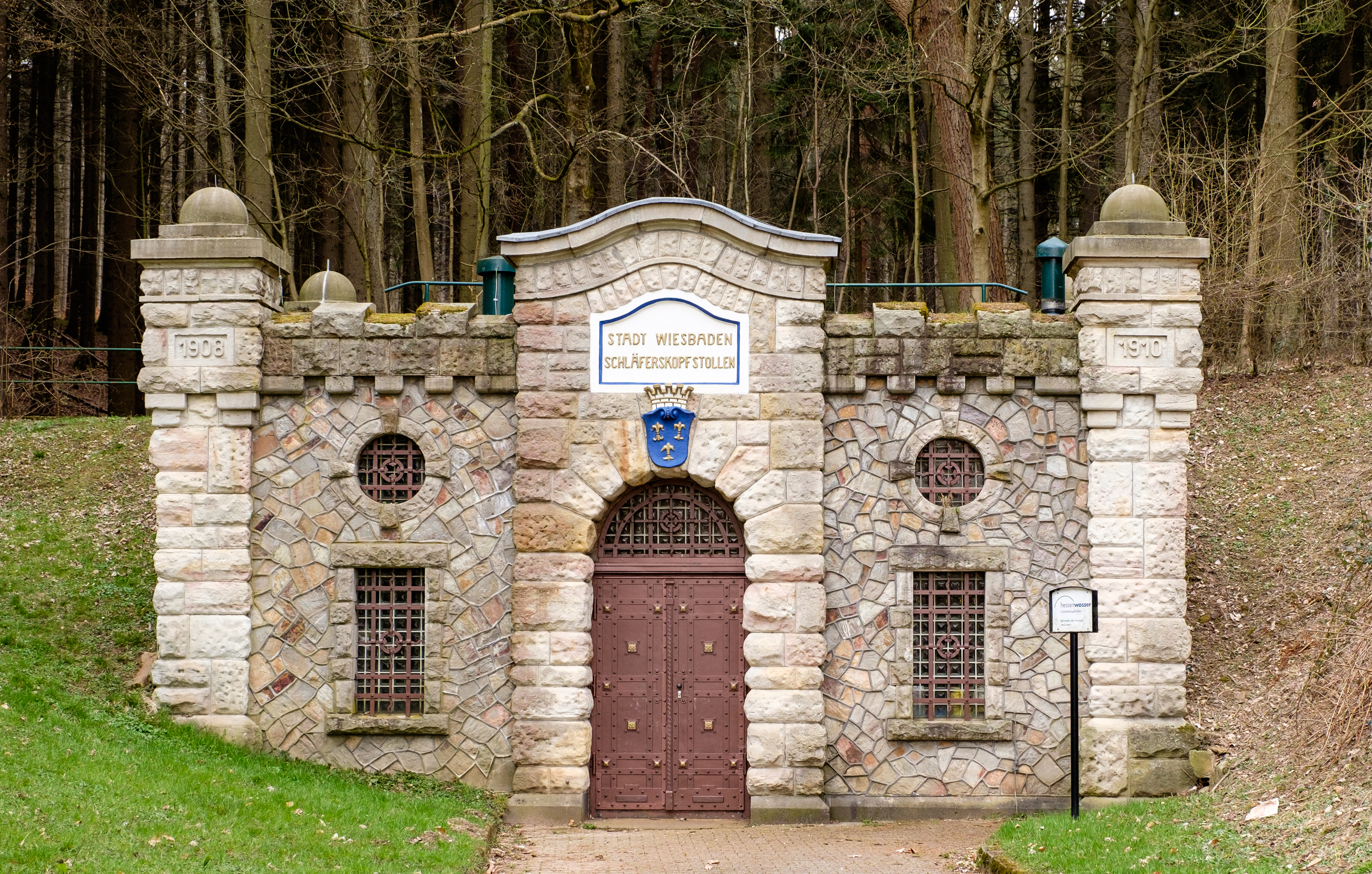
Schläferskopfstollen

## Politik

### Wahlergebnisse
Nach den Kommunalwahlen in Wiesbaden ergab sich jeweils folgende Sitzverteilung im Ortsbeirat Wiesbaden-Klarenthal (alle Angaben in Prozent, Anzahl Sitze in Klammern):
- SPD: 6
- Grüne: 3
- BIG: 1
- CDU: 3
- FDP: 2

|      | CDU      | SPD      | GRÜNE    | FDP      | REP     | BIG     | Wahlbeteiligung | Sitze gesamt |
| 2021 | 21,3 (3) | 39,8 (6) | 16,2 (3) | 14,8 (2) | -       | 1,0 (1) | 32,3            | 15           |
| 2016 | 26,5 (4) | 44,8 (7) | 10,5 (1) | 18,2 (3) | -       |         | 37,7            | 15           |
| 2011 | 36,6 (5) | 45,0 (7) | 12,9 (2) | 5,4 (1)  | -       |         | 36,0            | 15           |
| 2006 | 33,7 (3) | 43,5 (5) | 6,7 (1)  | 8,4 (1)  | 7,7 (1) |         | 36,9            | 11           |
| 2001 | 35,7 (4) | 38,8 (4) | 1,7 (-)  | 16,7 (2) | 7,0 (1) |         | 49,1            | 11           |

Die Sitzverteilung im Ortsbeirat Wiesbaden-Klarenthal sieht danach wie folgt aus:
|      | CDU | SPD | GRÜNE | FDP | BIG | Gesamt |
| 2021 | 3   | 6   | 3     | 2   | 1   | 15     |